# Yaquina Bay Bridge

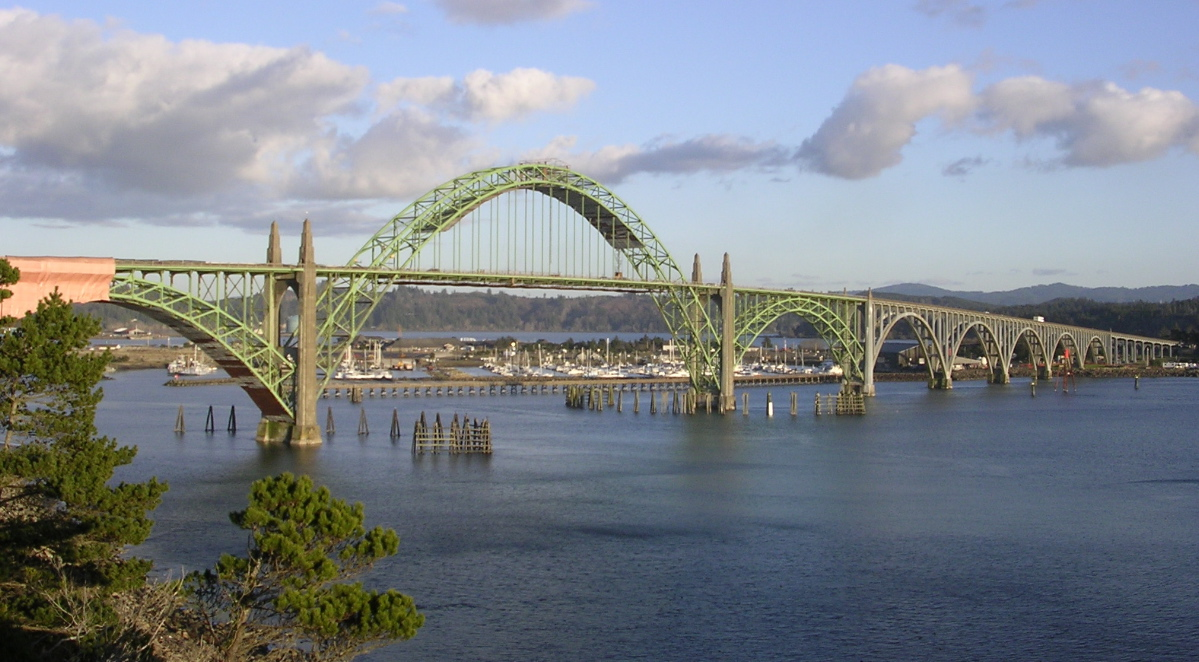
Yaquina Bay Bridge

Yaquina Bay Bridge är en bågbro som ligger i delstaten Oregon i USA och som sträcker sig över viken Yaquina Bay. Bron byggdes för U.S. Route 101.
Bygget startade 1933 och bron var den 6 september 1936 (i samband med Labor Day) färdigställd. Bron består av en stålbåge med en diameter av 183 meter, ytterligare två stålbågar med en diameter av 107 meter och av fem avsnitt med betong som var för sig sträcker sig över 80,85 meter. Tillsammans användes 23 000 m³ betong, 1 123 ton special stål och 2 065 ton enkel stål. Bygget var problematisk på grund av mindre jordskred vid vikens kanter.